# Gastheer (biologie)

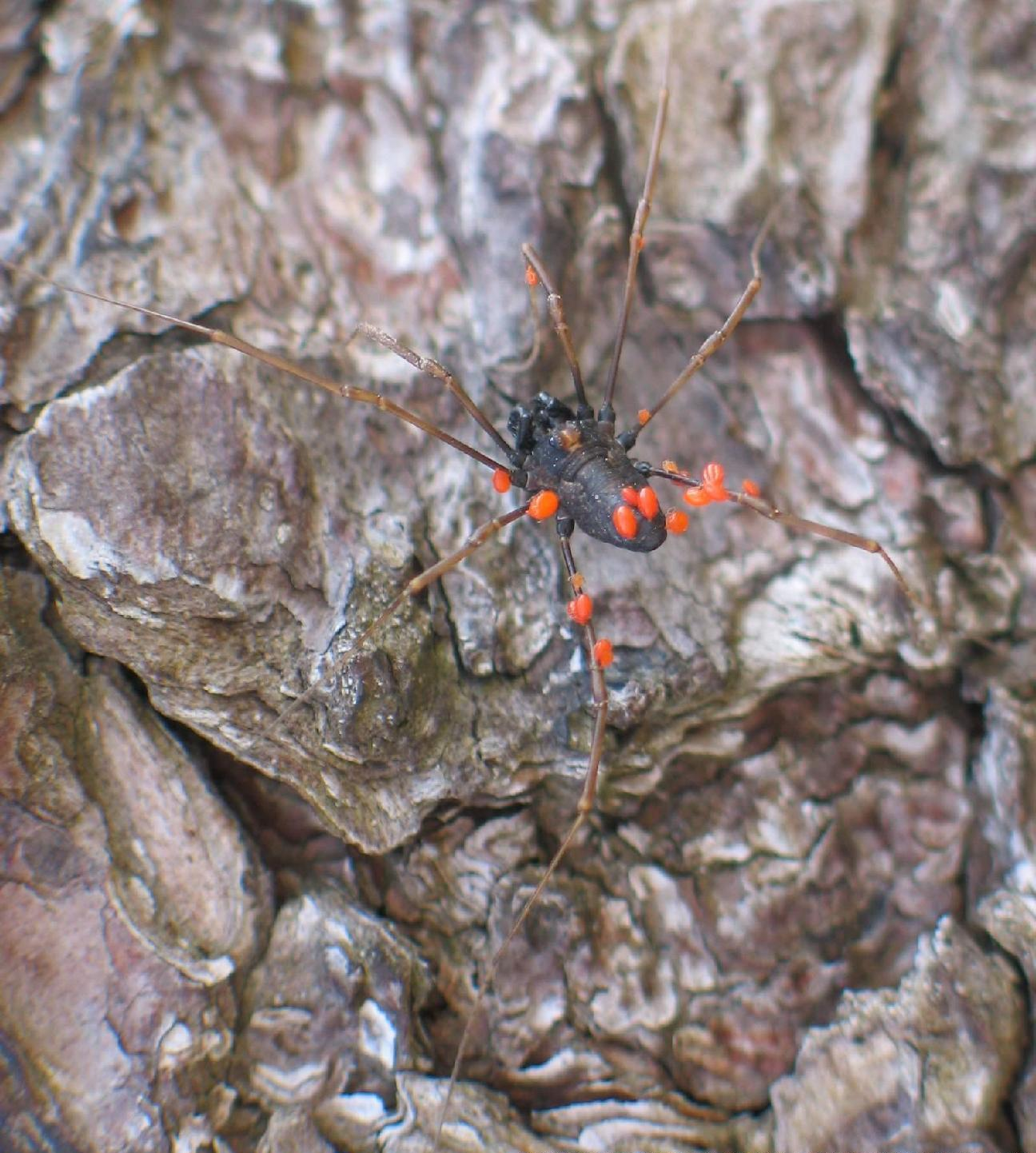
Parasiterende mijten op een hooiwagen.

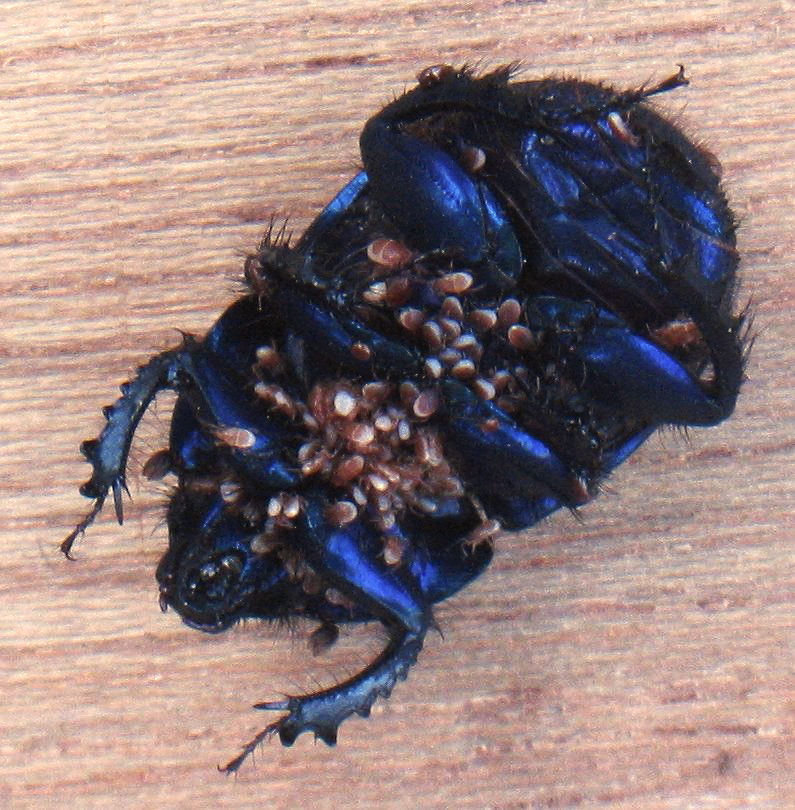
Mijten liften mee op mestkever (transport, niet parasitair)

Een gastheer of waard is in de biologie een organisme dat een ander organisme in of op zich draagt, zoals bij symbiose en parasitisme. 
In de regel heeft een gastheer geen voordeel bij de samenwerking, maar hij heeft ook niet altijd last van zijn gast, die soms alleen gebruik maakt van een gastheer om zich te laten vervoeren. Een voorbeeld hiervan zijn parasitaire mijten die weleens op insecten gevonden worden. Ze laten zich slechts vervoeren naar bijvoorbeeld het nest of een mesthoop, om vervolgens over te springen op een andere gastheer, die soms wel geparasiteerd wordt. Bastaardschorpioenen, een groep van 1 à 2 millimeter lange spinachtigen, verplaatsen zich uitsluitend met andere insecten, en breiden op deze manier hun habitat uit.
Tussen gastheer en gast kunnen verschillende relaties bestaan, bijvoorbeeld parasitisme, dat schadelijk is voor de gastheer, of mutualistische symbiose, waarbij beide partijen profiteren. In het laatste geval is er niet altijd sprake van gastheer en gast, en kan er sprake zijn van gelijkwaardigheid. Bij commensalisme werken twee verschillende organismen weliswaar samen, maar kunnen ze ook zonder elkaar.
Parasieten echter kunnen niet bestaan zonder gastheer, en hebben soms zelfs verschillende gastheren nodig voor hun ontwikkeling. Zo hebben veel lintwormen achtereenvolgens twee, sommige zelfs drie gastheren. Een gastheer waarin geen geslachtelijke voortplanting van de parasiet plaatsvindt, wordt dan de tussengastheer genoemd.
Teken hebben in hun ontwikkeling van larve via nimf tot imago meestal drie gastheren, en omdat ze, in tegenstelling tot bijvoorbeeld lintwormen, schadelijke bacteriën bij zich dragen, kunnen ze ziekten overbrengen van de ene gastheer naar de volgende.